# جی‌آر تالکین (قایق دودگلی)
جی‌آر تلکین (قایق دودگلی) (به انگلیسی: J.R. Tolkien (schooner)) یک کشتی است که طول آن ۴۱٫۷ متر (۱۳۷ فوت) و ارتفاع آن ۳۲ متر (۱۰۵ فوت) (main mast) می‌باشد. این کشتی در سال ۱۹۶۴ ساخته شد.